# Proceroplatus catharinae
Proceroplatus catharinae är en tvåvingeart som beskrevs av Edwards 1932. Proceroplatus catharinae ingår i släktet Proceroplatus och familjen platthornsmyggor. Inga underarter finns listade i Catalogue of Life.